# Anthony Pawson
Anthony 'Tony' James Pawson OC CH FRS FRSC (Maidstone, 18 de outubro de 1952 – Toronto, 7 de agosto de 2013) foi um bioquímico do Canadá, nascido no Reino Unido.
Foi eleito membro da Royal Society em 1994.